# Corseul
Corseul (bretonisch: Kersaout) ist eine französische Gemeinde mit 2.270 Einwohnern (Stand 1. Januar 2022) im Département Côtes-d’Armor der Region Bretagne. Zur Römerzeit war Corseul ein wichtiger Ort, aus dieser Zeit sind noch einige römische Ruinen vorhanden. Im Rathaus befindet sich ein kleines Archäologie-Museum.
Das Gemeindegebiet wird vom Flüsschen Montafilan und seinem Zufluss Ruisseau des Vaux du Moulin durchquert. Ganz im Osten befindet sich die Quelle des Frémur.

## Geschichte
In keltischer Zeit war Corseul Hauptort des Kelten-Stammes der Curiosoliten, von denen sich der Name der Stadt herleitet. 10 v. Chr. wurde die Stadt als Civitas neu gegründet, der römische Name lautete vermutlich Fanum Martis (lateinisch für „Tempel des Mars“). 
Fanum Martis lag in der römischen Provinz Lugdunensis und war lange Zeit eine bedeutende gallisch-römische Stadt, in der fünf Römerstraßen endeten. Die Blütezeit Corseuls ist etwa in die zweite Hälfte des 1. nachchristlichen Jahrhunderts anzusetzen. Ab dem 4. Jahrhundert n. Chr. begann der Niedergang der Siedlung, die ihre zentrale Bedeutung schließlich an Alet verlor. Vermutlich wurde das römische Corseul von einfallenden Barbaren um das Jahr 406 n. Chr. in Brand gesetzt und dadurch völlig zerstört. Möglicherweise sind diese Geschehnisse mit dem Rheinübergang von 406 in Verbindung zu bringen. 
In Corseul wurde eine Weiheinschrift für die Göttin Đirona entdeckt (CIL XIII, 03143=AE 1999, 01071 Num(ini) Aug(usti) de(ae) / Dirona(e) Cani(a) / Magusia lib(erta) / v(otum) s(olvit) l(ibens) m(erito)). Viele der Überreste römischer Architektur wurden in den folgenden Jahrhunderten geplündert, lediglich einige Bruchstücke im Garten des Rathauses gesammelt. Von archäologischer Bedeutung ist außerdem der Mars-Tempel in Haut-Bécherel in der Nähe von Corseul. 

### Bevölkerungsentwicklung
| Jahr      | 1793 | 1846 | 1896 | 1911 | 1946 | 2016 |
| Einwohner | 3967 | 3332 | 3165 | 2845 | 2188 | 2177 |

## Sehenswürdigkeiten
Siehe auch: Liste der Monuments historiques in Corseul
- Das Château de Montafilan aus dem 12. Jahrhundert. Es ist überwiegend nur mehr eine Ruine, doch können einige Bauteile noch besichtigt werden.
- Einige Ruinen aus der Römerzeit, darunter ein Tempel des Gottes Mars in Haut-Bécherel sowie Ausgrabungen in Champ-Moulon.

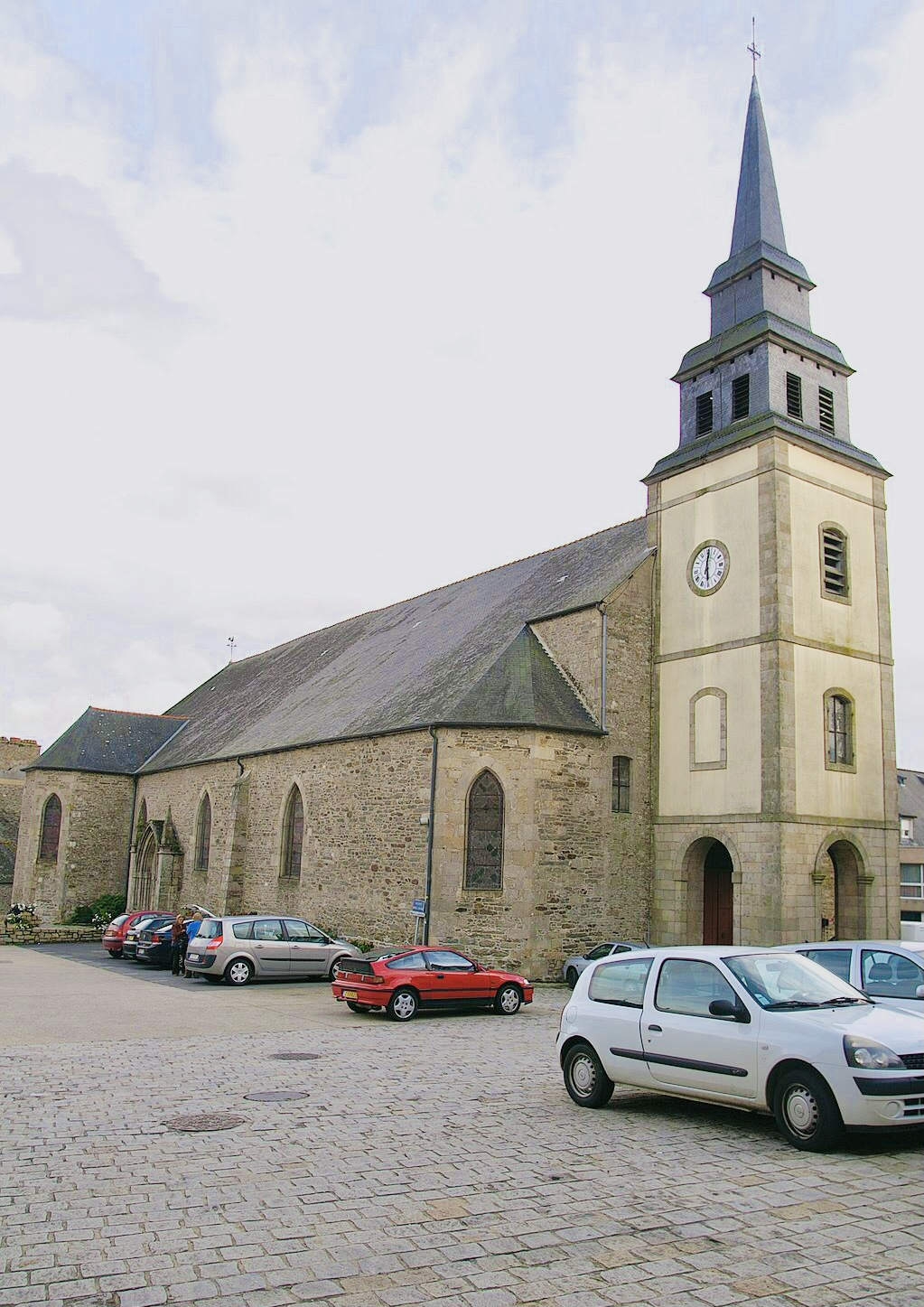
Kirche
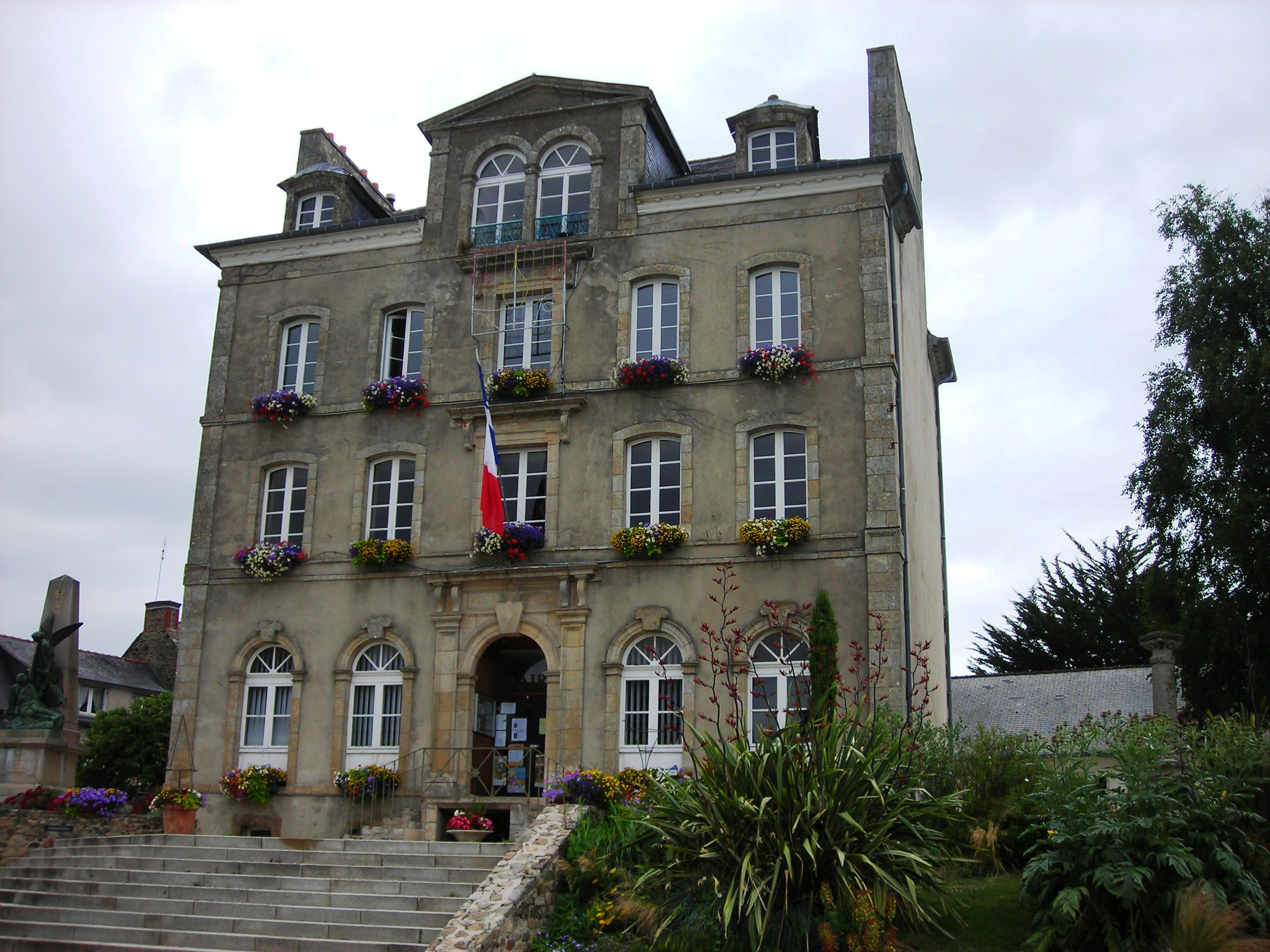
Rathaus
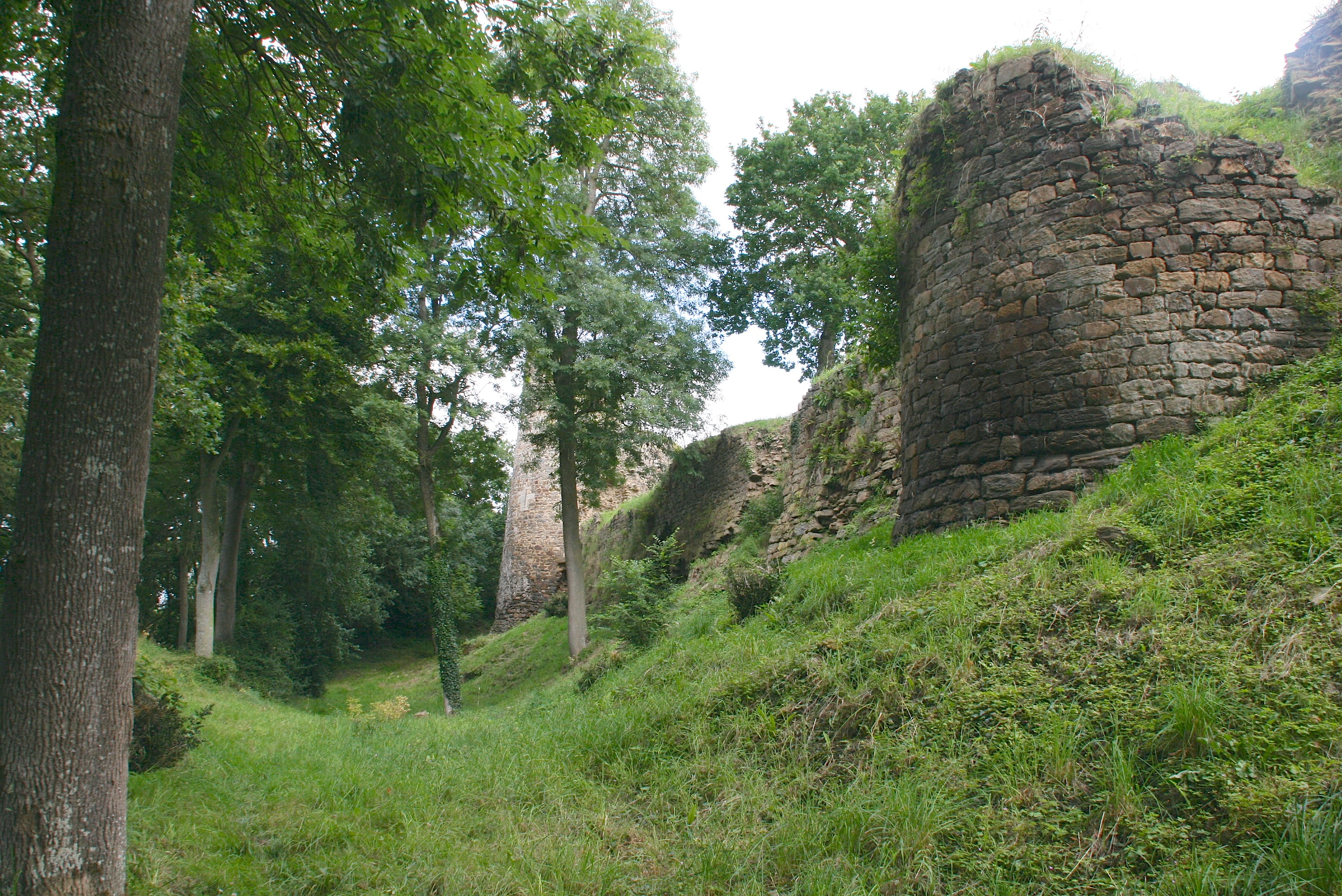
Château de Montafilan
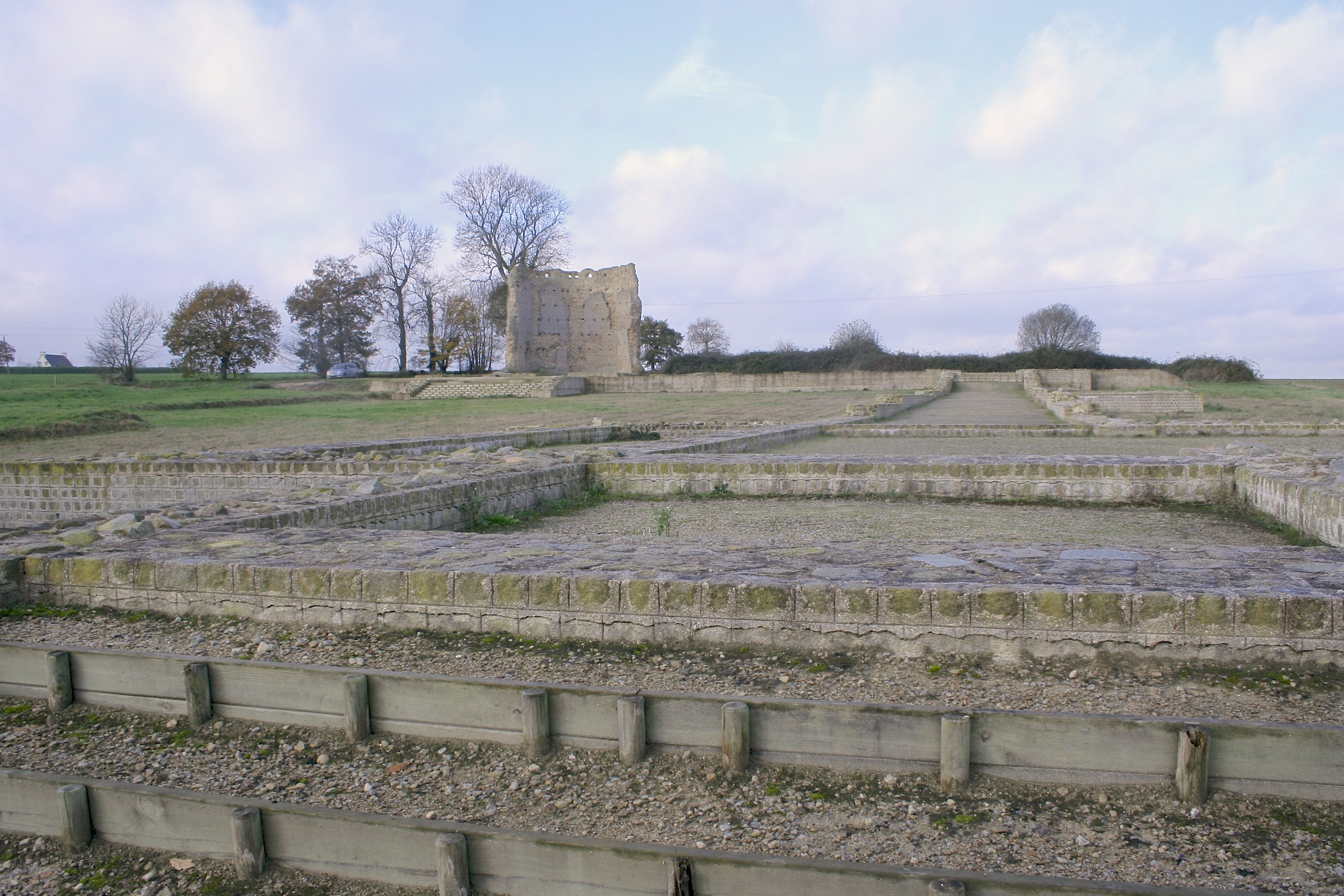
Mars-Tempel in Haut-Bécherel
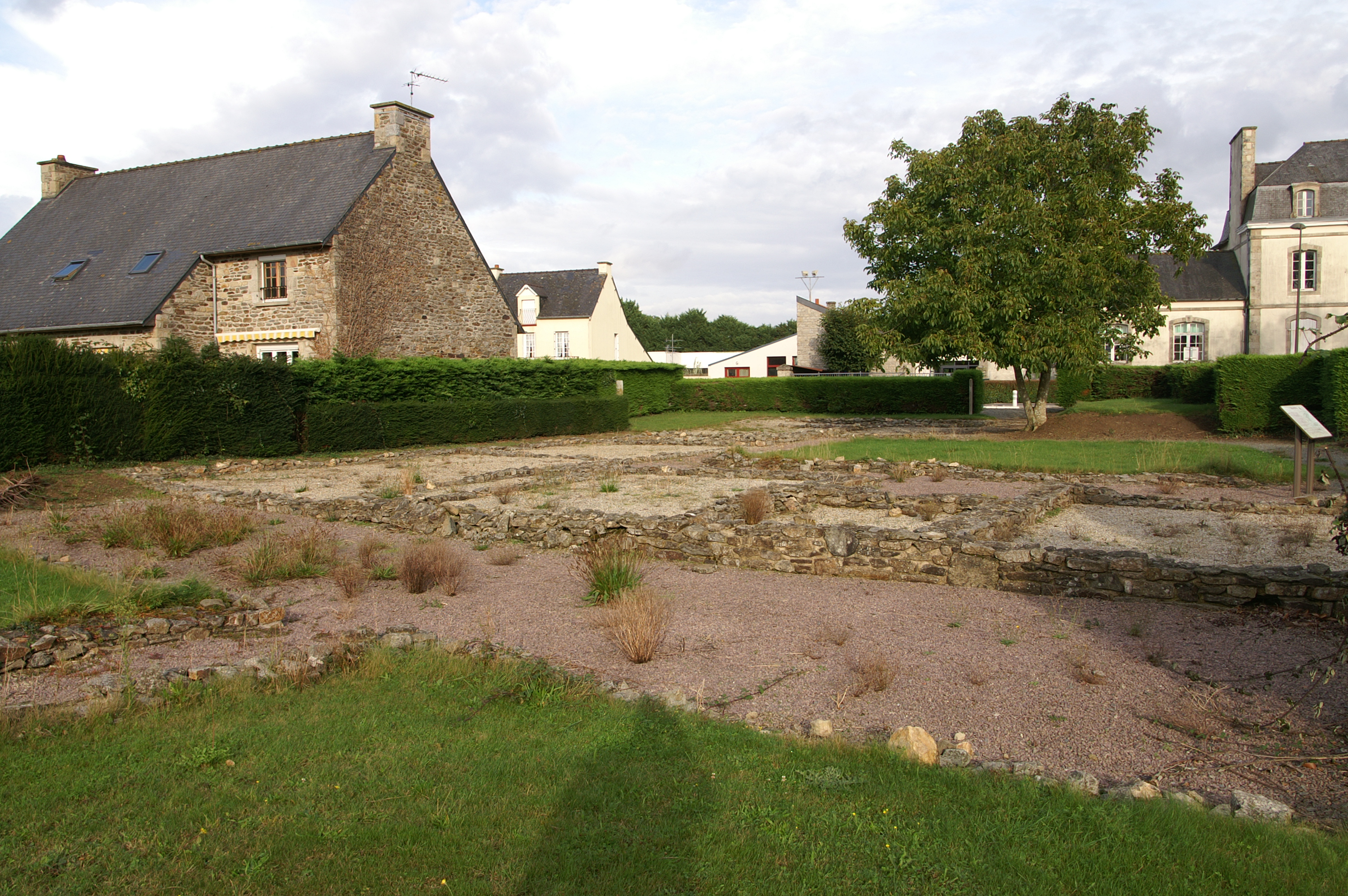
Ausgrabung Champ-Mulon